# Les Fêtes chinoises

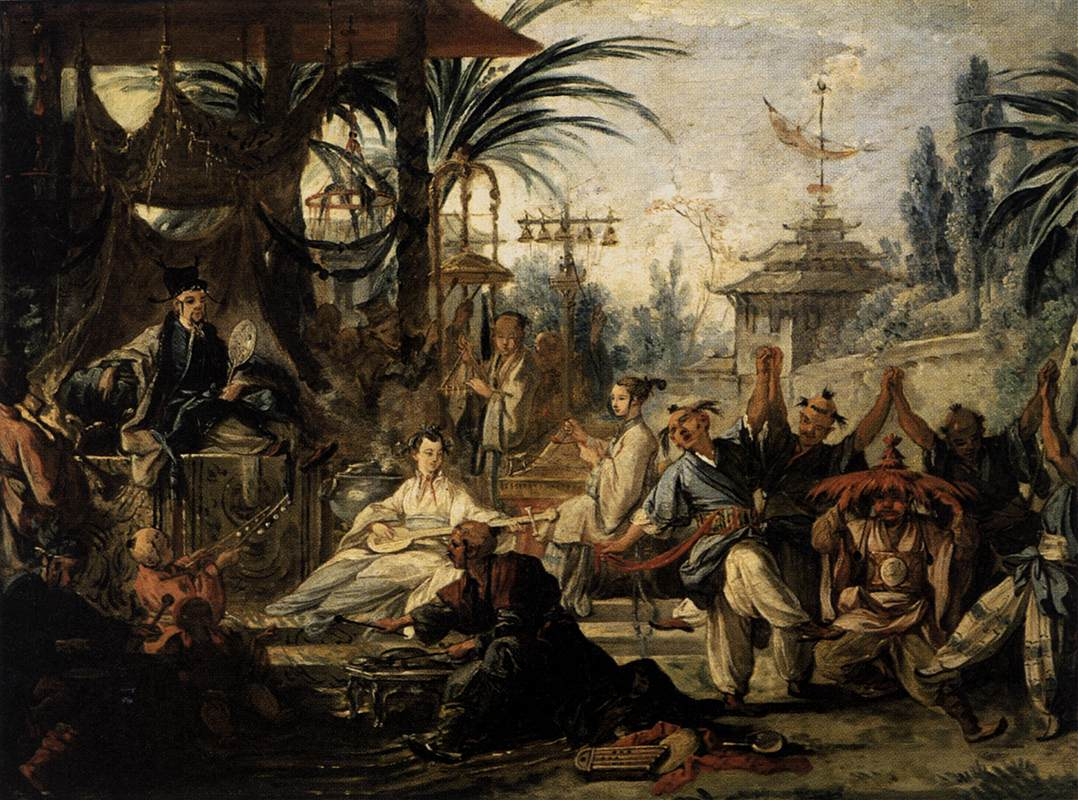
Le costume et la scène de la Danse chinoise (1742) de François Boucher pourraient avoir inspiré Les Fêtes chinoises.

Les Fêtes chinoises est un ballet-pantomime de Jean-Georges Noverre représenté à l'Opéra-Comique le 1er juillet 1754, après avoir été créé à Strasbourg vers 1751 et présenté à Lyon l'année suivante, sous le titre de Ballet chinois.
C'est l'œuvre qui révéla Noverre au public parisien. Représenté à Londres l'année suivante, le ballet fit scandale car, bien qu'applaudi par une grande partie du public, l'autre interrompit la représentation en criant « No French Dancers ! »